# Mary Watson
Mary Watson, född 31 maj 1975 i Kapstaden, Sydafrika, är en sydafrikansk författare.

## Biografi
Watson tog sin magisterexamen i kreativt skrivande under handledning av André Brink vid University of Cape Town. Efter att ha tagit en andra magisterexamen vid University of Bristol 2003, återvände hon till Kapstaden där hon disputerade. Hon arbetade därefter som lektor i filmvetenskap vid University of Cape Town mellan 2004 och 2008. År 2009 flyttade hon till Irland där hon sedan bott i Galway (2016).

## Författarskap
Watson är författare till Moss, en novellsamling som publiceras år 2004. År 2013 utkom romanen The Cutting Room publicerad av Penguin Sydafrika. Hennes noveller har efter hand förekommit i flera antologier.
År 2006 vann hon Caine Prize för sin novell Jungfrau. Hon var också finalist i Rolex Protege och Mentorprogram 2012.
I april 2014 nämndes Watson i Hay Festival's Africa 39 projekt som en av 39 författare från Afrika söder om Sahara, som inte fyllt 40 år med potential och talang för att skapa trender i afrikansk litteratur.